# Ariya Jutanugarn
Ariya Jutanugarn (thail. เอรียา จุฑานุกาล; Bangkok, 23 novembre 1995) è una golfista thailandese.
Sorella minore di Moriya Jutanugarn, anch'essa golfista professionista, la Jutanugarn è attiva principalmente nell'LPGA Tour ed è stata la prima golfista thailandese, uomo o donna, a vincere un major.

## Biografia
Jutanugarn ha una sorella maggiore, Moriya, anche lei è una giocatrice di golf professionista. I loro genitori sono il padre Somboon e la madre Narumon e hanno quattro fratellastri maggiori attraverso il padre. Le due sorelle giocano spesso insieme e viaggiano con i genitori, che si occupano dei loro affari e degli affari finanziari. I genitori possiedono un negozio di golf professionale presso il Rose Garden Golf Course vicino a Bangkok.

## Carriera
Prende parte al torneo di golf femminile dei Giochi olimpici di Rio de Janeiro 2016, disputatosi dal 17 al 20 agosto presso il campo da golf della Reserva de Marapendi, nella zona Barra da Tijuca. Tra le favorite alla vittoria, inizia subito la competizione a gran ritmo, passando subito al comando con 65 (-6) colpi dopo il primo giro del torneo. Scese al sesto posto dopo due turni di torneo, per ritirarsi dopo 13 buche del terzo giro a causa di problemi ad un ginocchio.

## Vittorie professionali (13)

### LPGA Tour vittorie (12)
| Legenda              |
| Tornei Major (2)     |
| Altri LPGA Tour (10) |

| No. | Data             | Torneo                                                   | Punteggio della vittoria | Par | Margine | Seconda/e                            | Quota del vincitore ($) |
| --- | ---------------- | -------------------------------------------------------- | ------------------------ | --- | ------- | ------------------------------------ | ----------------------- |
| 1   | 8 maggio 2016    | Yokohama Tire LPGA Classic                               | 70-69-63-72=274          | −14 | 1 colpo | Stacy Lewis Morgan Pressel Amy Yang  | 195,000                 |
| 2   | 22 maggio 2016   | Kingsmill Championship                                   | 69-69-65-67=270          | −14 | 1 colpo | Su-Hyun Oh                           | 195,000                 |
| 3   | 29 maggio 2016   | LPGA Volvik Championship                                 | 65-68-73-67=273          | −15 | 5 colpi | Christina Kim                        | 195,000                 |
| 4   | 31 luglio 2016   | Ricoh Women's British Open                               | 65-69-66-72=272          | −16 | 3 colpi | Mirim Lee Mo Martin                  | 412,047                 |
| 5   | 28 agosto 2016   | Canadian Pacific Women's Open                            | 68-64-67-66=265          | −23 | 4 colpi | Kim Sei-young                        | 337,500                 |
| 6   | 11 giugno 2017   | Manulife LPGA Classic                                    | 67-70-65-69=271          | −17 | Playoff | Chun In-gee Lexi Thompson            | 255,000                 |
| 7   | 19 novembre 2017 | CME Group Tour Championship                              | 68-71-67-67=273          | −15 | 1 colpo | Jessica Korda Lexi Thompson          | 500,000                 |
| 8   | 20 maggio 2018   | Kingsmill Championship (2)                               | 66-67-66=199             | −14 | Playoff | Chun In-gee Nasa Hataoka             | 195,000                 |
| 9   | 3 giugno 2018    | U.S. Women's Open                                        | 67-70-67-73=277          | −11 | Playoff | Kim Hyo-joo                          | 900,000                 |
| 10  | 29 luglio 2018   | Aberdeen Standard Investments Ladies Scottish Open       | 67-65-73-66=271          | −13 | 1 colpo | Minjee Lee                           | 225,000                 |
| 11  | 9 maggio 2021    | Honda LPGA Thailand                                      | 65-69-69-63=266          | −22 | 1 colpo | Atthaya Thitikul                     | 240,000                 |
| 12  | 17 luglio 2021   | Dow Great Lakes Bay Invitational (con Moriya Jutanugarn) | 67-59-71-59=256          | −24 | 3 colpi | Cydney Clanton & Thidapa Suwannapura | 279,500 ( a ciascuno)   |

Co-sanzionato dal Ladies European Tour.
LPGA Tour playoff record (3–2)
| No. | Anno | Torneo                         | Sfidante/i                   | Risultato |
| --- | ---- | ------------------------------ | ---------------------------- | --- |
| 1   | 2015 | Pure Silk-Bahamas LPGA Classic | Kim Sei-young, Yoo Sun-young | Kim ha vinto con birdie alla prima buca extra.                                                                                                 |
| 2   | 2016 | Marathon Classic               | Lydia Ko, Mirim Lee          | Ko ha vinto col tiro birdie alla quarta buca extra.                                                                                            |
| 3   | 2017 | Manulife LPGA Classic          | Chun In-gee, Lexi Thompson   | Vinto col tiro birdie alla prima buca extra.                                                                                                   |
| 4   | 2018 | Kingsmill Championship         | Chun In-gee, Nasa Hataoka    | Vinto col tiro birdie alla seconda buca in più. Chun eliminato da birdie alla prima buca.                                                      |
| 5   | 2018 | U.S. Women's Open              | Kim Hyo-joo                  | Playoff complessivo a due buche pareggiato Vinto con il par sulla seconda buca del playoff: Jutanugarn : 4-4-4-4=16 (E), Kim : 3-5-4-5=17 (+1) |

### Ladies European Tour vittorie (3)
| No. | Data           | Torneo                                             | Punteggio della vittoria | Par | Margine | Seconda/e                |
| --- | -------------- | -------------------------------------------------- | ------------------------ | --- | ------- | ------------------------ |
| 1   | 31 marzo 2013  | Lalla Meryem Cup                                   | 69-67-67-67=270          | −14 | 3 colpi | Beth Allen, Charley Hull |
| 2   | 31 luglio 2016 | Ricoh Women's British Open                         | 65-69-66-72=272          | −16 | 3 colpi | Mirim Lee, Mo Martin     |
| 3   | 29 luglio 2018 | Aberdeen Standard Investments Ladies Scottish Open | 67-65-73-66=271          | −13 | 1 colpo | Minjee Lee               |

## Tornei Major

### Vittorie (2)
| Anno | Campionato           | 54 buche       | Punteggio di vittoria | Margine  | Seconda/e            |
| ---- | -------------------- | -------------- | --------------------- | -------- | -------------------- |
| 2016 | Women's British Open | 2 colpi in più | −16 (65-69-66-72=272) | 3 colpi  | Mirim Lee, Mo Martin |
| 2018 | U.S. Women's Open    | 4 colpi in più | −11 (67-70-67-73=277) | Playoff1 | Kim Hyo-joo          |

1 Ha sconfitto Kim in un playoff complessivo a due buche seguito da un playoff improvviso: Jutanugarn (4-4-4-4=16) e Kim (3-5-4-5=17)

### Risultati
| Torneo                   | 2010 | 2011  | 2012  | 2013 | 2014 | 2015 | 2016 | 2017 | 2018 | 2019 |
| ------------------------ | ---- | ----- | ----- | ---- | ---- | ---- | ---- | ---- | ---- | ---- |
| Chevron Championship     |      | T25LA | T22LA |      |      | T20  | 4    | T8   | T4   | T61  |
| Women's PGA Championship |      |       |       |      |      | EL   | 3    | EL   | T40  | T10  |
| U.S. Women's Open        | EL   | EL    |       |      |      | EL   | T17  | EL   | 1    | T26  |
| The Evian Championship ^ |      |       |       |      |      | T46  | T9   | EL   | 36   | 5    |
| Women's British Open     |      |       |       |      | T45  | EL   | 1    | EL   | T4   | T11  |

| Torneo                   | 2020 | 2021 | 2022 | 2023 | 2024 |
| ------------------------ | ---- | ---- | ---- | ---- | ---- |
| Chevron Championship     | T11  | T60  | T53  | T14  | EL   |
| U.S. Women's Open        | T9   | T7   | EL   | EL   | EL   |
| Women's PGA Championship | T37  | T46  | T54  | T24  |      |
| The Evian Championship ^ | NT   | T19  | EL   | T28  |      |
| Women's British Open     | T22  | T10  | T28  | EL   |      |

^ L'Evian Championship è stato aggiunto come major nel 2013.
     Vittoria
     Top 10
     Non partecipante
LA = Amatore

EL = eliminazione a metà gara (non passa il taglio)

NT = nessun torneo

"P" = pari merito